# Ally (Cantal)
Ally é uma comuna francesa na região administrativa de Auvérnia-Ródano-Alpes, no departamento de Cantal. Estende-se por uma área de 23,27 km². Em 2010 a comuna tinha 611 habitantes (densidade: 26,3 hab./km²).